# Alopoglossus buckleyi
Alopoglossus buckleyi — вид ящірок родини Alopoglossidae. Мешкає в Південній Америці.

## Поширення і екологія
Alopoglossus buckleyi мешкають на східних схилах Анд в Колумбії, Еквадорі і Перу. Вони живуть у вологих тропічних лісах, на висоті від 900 до 1830 м над рівнем моря. Відкладають яйця.